# Angus Scott
Angus Scott (Angus Weatherit Scott; * 16. August 1927; † 16. März 1990) war ein britischer Hürdenläufer, der sich auf die 400-Meter-Distanz spezialisiert hatte und wegen seiner Sprintstärke auch in der 4-mal-400-Meter-Staffel eingesetzt wurde.
Bei den Europameisterschaften 1950 in Brüssel erreichte er über 400 Meter Hürden das Halbfinale und siegte mit der britischen 4-mal-400-Meter-Stafette.
1952 schied er bei den Olympischen Spielen in Helsinki im Viertelfinale aus.
Seine persönliche Bestzeit von 52,4 s stellte er am 24. August 1952 in Paris auf.